# いかにして問題をとくか
『いかにして問題をとくか』(英: How to Solve It)は、1945年に刊行された、数学者のジョージ・ポリアによる小冊子で、問題解決の方法を説明している。 2022年には丸善出版からリニューアル再販された。

## 4つの原則
『いかにして問題をとくか』は、数学の問題を解く方法としては、以下の手順を推奨している。
1. まず、問題を理解する必要があります。 [3]
2. 理解した後、計画を立てます。 [4]
3. 計画を実行します。 [5]
4. あなたの作業を振り返ってください。 [6]どうすればもっと良くなるでしょうか？

この手法が失敗した場合について、ポリアはこうアドバイスしている。 
- 「問題が解けない場合は、より簡単な解くことのできる問題があります。それを見つけてください。」
- 「提示された問題を解決できない場合は、まずにいくつかの関連する問題を解決してみてください。より扱いやすい関連した問題を想像できますか？」

### 第一原則：問題を理解する
「問題を理解する」は明白であるとして、よく無視され、多くの数学の授業でさえ言及されない。それでも、生徒は問題を完全にあるいは部分的にでも理解していないという理由だけで、問題を解く努力に悩まされることがよくある。この見落としを改善するために、ポリアは教師に、状況に応じて、次のような適切な質問を各生徒にすることで、前進させる方法を教えた 。
- 何を見つけたり、見せたりするように求められていますか？ [9]
- 問題を自分の言葉で言い換えることができますか？
- 問題を理解するのに役立つかもしれない絵や図を思いつくことができますか？
- 解決策を見つけるのに十分な情報はありますか？
- 問題を述べるのに使われているすべての言葉を理解していますか？
- 答えを得るために質問をする必要がありますか？

教師は、各生徒が建設的な何かで答えられるようになるまで、各生徒が自分のレベルで理解しているかどうかを確認するために、リストを上下に移動して適切な難易度の質問を選択し、各生徒を前進させる。

### 第二原則：計画を立てる
ポリアは、問題を解決するための多くの合理的な方法があると述べている。 適切な戦略を選択するスキルは、多くの問題を解決することによって最もよく習得できる。その結果、戦略の選択はどんどん簡単になっていく。以下のリストは、その戦略の一部である。
- 推測して確認する[10]
- 整然としたリストを作成する[11]
- 可能性を排除する[12]
- 対称性を使用する[13]
- 特殊なケースを考える[14]
- 直接推論を使用する
- 方程式を解く[15]

あるいは
- パターンを探す[16]
- 絵を描く[17]
- より単純な問題を解決する[18]
- モデルを使用する[19]
- 逆方向に作業する[20]
- 式を使用する[21]
- 創造的になる[22]
- これらのルールを適用して計画を立てるには、あなた自身のスキルと判断が必要である [23]

ポリアは教師の行動に大きな重点を置いている。教師は、計画を立てる最後のステップが生徒によって行われることを目標に、最も一般的な質問からより具体的な質問に至る質問方法で生徒が独自の計画を考案することをサポートする必要があります。彼は、どんなに優れた計画でも、生徒に計画を示すだけでは彼らの助けにならないと主張する。

### 第三原則：計画を実行する
このステップは通常、計画を立てるよりも簡単である。 一般的に、必要なスキルがあれば、必要なのは注意と忍耐だけである。選択した計画を持続して、それでもうまくいかない場合は、破棄して別のものを選択する。専門家でさえ、こうやって数学を行うので、誤解しないこと。

### 第四原則：振り返り／拡張
ポリアは、時間をかけて自分がしたこと、うまくいったこと、うまくいかなかったことを振り返り、これが役立つ可能性のある他の問題について考えることで、多くのことが得られると述べている。  これを行うと、将来の問題が元の問題に関連している場合、それらを解決するためにどの戦略を使用するかを予測できる。

## 経験則
この本には辞書形式の経験則のセットが乗っており、その多くはより問題を扱いやすくするために使える。
| 経験則                                         | くだけた説明                                                                                                 | 堅い類似概念                         |
| ---------------------------------------------- | --- | ------------------------------------ |
| 類推                                           | 類似した問題を見つけてそれを解決できますか？                                                                 | 写像                                 |
| 一般化                                         | より一般的な問題を見つけることができますか？                                                                 | 一般化                               |
| 帰納                                           | 例を見ていき、そこから一般化を行うことで、問題を解決できますか？                                             | 帰納                                 |
| 問題の変形                                     | 問題を変更または変更して、元の問題の解決に役立つ解決策を持つ新しい問題（または一連の問題）を作成できますか？ | 探索                                 |
| 補助的な問題                                   | 問題の解決に役立つ部分的な問題または副次的な問題を見つけることができますか？                                 | サブゴール（小目標）                 |
| これはあなたの問題や解決ずみの問題に関連してる | すでに解決済みの自分に関連する問題を見つけて、それを使用して問題を解けますか？                               | パターン認識 パターンマッチング 帰着 |
| 特殊化                                         | より特殊な問題を見つけることができますか？                                                                   | 特殊化                               |
| 分解と再結合                                   | 問題を分解して、「その要素を新しい方法で再結合する」ことができますか？                                       | 分割統治                             |
| 逆向きに取り組む                               | 目標から始めて、すでに知っている何かに逆戻りすることができますか？                                           | 後向き連鎖                           |
| 図を描く                                       | 問題の絵を描くことができますか？                                                                             | 図形的推論                           |
| 補助要素                                       | 問題に新しい要素を追加して、解決策に近づけることができますか？                                               | 拡張                                 |

## 影響
この本はさまざまな言語に翻訳され、100万部以上を売り上げ、最初の出版以来継続的に印刷されている。マービン・ミンスキーは、彼の論文「人工知能に向けたステップ」で、「問題を解決する方法に関するジョージ・ポリアの仕事を誰もが知っているべきだ」と述べた。 ポリアの本は、数学教育の参考文献に使われ、そしてつまり数学の教科書に大きな影響を与えてきた。 ロシアの発明家ゲンリッヒ・アルトシュラーは、 TRIZとして知られる問題解決のための精巧な一連の方法を開発した。これは、多くの面でポリアの研究を再現または類似している。『How to Solve it by Computer』（コンピューターでいかにして問題をとくか）は、 R.G.ドロメイによるコンピュータサイエンスの本で、ポリアの作品に触発されたものである。